# سمنسور (شهرستان کمین)
سمنسور (به لاتین: Samansur) یک عوارض جغرافیایی در قرقیزستان است که در شهرستان کمین واقع شده‌است. سمنسور ۷۱۱ نفر جمعیت دارد و ۹۷۱ متر بالاتر از سطح دریا واقع شده‌است.